# Cenualho de Wessex
Cenualho (em inglês antigo: Cenuualh, Cenwalh, Coenualh, Cenwealh, Counualh, Cyneuualh, Kenwealh, Cynwalh), também referido como Ceduala (Ceduualla), Cenualco (Cenuualch(us), Cenwalch), Cenulho (Cenuulh), Cenoualco (Coenowalchus, Coenuualch(us)), Cenuala (Coenuualla), Cenual (Cenwall), Queneualco (Chenewalch(us)), Coinualco (Coinualch(us)), Cinevalco (Cynevalc(us), Cynevvalc(us), Cynewalc(us)), Cinevalho (Cynevvalh(us), Cynewalh(us), Kynewalh(us)), foi rei da Saxônia Ocidental de ca. 642 até ca. 645 e então de ca. 648 até sua morte, segundo a Crônica Anglo-Saxã, em ca. 672.

## Vida

### Penda e Ana
Beda afirmou que Cenualho era filho de Cinegilso e tataraneto de Cerdico. A Crônica Anglo-Saxã oferece vários ancestrais a Cinegilso, e a relação de Cinegilso e Cenualho com os reis posteriores é menos certa. Tem sido reconhecido que o nome Cenualho é de etimologia britônica em vez de anglo-saxão. Embora se diz que Cinegilso foi convertido ao cristianismo, Beda escreve que Cenualho:
| “ | [...] se recusou adotar os mistérios da fé, e do reino celestial; e não muito [tempo] depois também perdeu seu domínio do reino terreno; pois afastou a irmã de Penda, rei dos mércios, com que se casou, e tomou outra esposa; com o que uma guerra se seguiu e [Cenualho] foi expulso por ele [Penda] de seu reino [...] | ” |

Cenualho se refugiou junto do rei cristão Ana da Ânglia Oriental, e foi batizado enquanto em exílio, embora a data de sua partida é incerta. Beda diz que durou três anos, mas não dá datas. A Crônica Anglo-Saxã relata que conferiu terras em Ashdown para um parente chamado Cutredo. Se esse é o mesmo Cutredo cuja morte é relatada cerca de 661, então foi talvez um filho do rei Quicelmo ou neto de Cinegilso, se de fato Quicelmo não era também filho de Cinegilso.
Nenhuma das datas dos saxões ocidentais dá qualquer evidência clara para o período do exílio, mas uma vez que Ana foi morto por Penda em 641, e exilado da Ânglia Oriental por ele em 641 (segundo o contemporâneo Additamentum Nivialensis), o exílio de Cenualho não pode ter começado muito depois de 648. Além disso, se Cenualho foi batizado por São Félix como afirmado por Guilherme de Malmesbúria, isso deve ter ocorrido cerca de 647. O repúdio de Cenualho de sua esposa deve ter ocorrido muito próximo do tempo que Penda matou Osvaldo da Nortúmbria em Maserfeld em 642; Osvaldo era neto de Cinegilso e marido de Cineburga, irmã de Cenualho, e assim o protetor da linhagem de Cinegilso na Saxônia Ocidental. Penda foi morto na Batalha de Winwaed em 15 de novembro de 655. Barbara Yorke sugere que Cenualho retornou ao poder em 648, enquanto D. P. Kirby coloca seu exílio na década de 650.